# Вишневе (Первомайський район)
Вишне́ве — село в Україні, в Арбузинській селищній громаді Первомайського району Миколаївської області. Населення становить 37 осіб.
Відстань до центру громади становить близько 13 км і проходить автошляхом Т 1510.

## Населення

### Мова
Розподіл населення за рідною мовою за даними перепису 2001 року:
| Мова       | Кількість | Відсоток |
| ---------- | --------- | -------- |
| українська | 50        | 90.91%   |
| російська  | 3         | 5.45%    |
| вірменська | 2         | 3.64%    |
| Усього     | 55        | 100%     |